# Guru Amar Das Ji
El Guru Amar Das Ji (en panjabi: ਗੁਰੂ ਅਮਰਦਾਸ) (1479, Amritsar, Panjab (Índia) – 1574, Amritsar, Panjab, Índia) va ser el tercer guru del sikhisme. El guru va ser molt venerat per la seva saviesa i devoció, Amar Das Ji va esdevenir guru a l'edat de 73 anys. El guru es va fer famós pels seus esforços missioners per tal de difondre el sikhisme, i per haver dividit el Panjab en 22 districtes. Amb la finalitat d'enfortir la fe, va ordenar realitzar tres grans festivals sikhs cada any, i va fer de la ciutat de Goindwal, un centre d'aprenentatge del sikhisme.
El Guru, va ampliar els menjadors populars (langar) i va demanar que qualsevol persona que volgués veure'l, hauria de menjar primer en un menjador popular (langar). El guru va advocar per una posició intermèdia entre els extrems de l'ascetisme i del plaer sensual, va eliminar les pràctiques hinduistes del sikhisme, va permetre els matrimonis entre persones de diferents castes, va prohibir el ritual hinduista del sati (el suïcidi o l'assassinat de les vídues) i va permetre que les vídues es tornessin a casar.